# Szeperia (Pobłocie)
Szeperia (dodatkowa nazwa w j. kaszub. Szeperiô)  – część wsi Pobłocie w Polsce, położona w województwie pomorskim, w powiecie wejherowskim, w gminie Linia. Wchodzi w skład sołectwa Pobłocie.
W latach 1975–1998 Szeperia administracyjnie należała do województwa gdańskiego.